# بىستا دانقؤ
بىستا دانقؤ (بالمجرية: Dankó Pista )‏ (و. 1858 – 1903 م) هو ملحن، وعازف كمان مجري، ولد في سيجد، يستخدم آلات كمان، توفي في بودابست، عن عمر يناهز 45 عاماً.